# Rudolf Heinz Ruffer
Rudolf Heinz Albert Ruffer (Eisenhammer, 7 gennaio 1920 – Leopoli, 16 giugno 1944) è stato un militare e aviatore tedesco, asso dell'aviazione della specialità cacciacarri della Luftwaffe durante la seconda guerra mondiale, dove volando sul cacciabombardiere Henschel Hs 129 distrusse 80 carri armati sovietici in 300 missioni, venendo abbattuto 3 volte.

## Biografia
Nacque il 7 gennaio 1920 nel villaggio di Eisenhammer, 8 km a est della città di Forst.
Arruolatosi nella Luftwaffe il 1 ottobre 1939, a seconda guerra mondiale già iniziata, venne inviato a frequentare la Luftkriegsschule 4  (LKS4).
Il 1 marzo 1941 gli fu conferito il grado di tenente. Dal giugno 1942 fece parte degli equipaggi del 1./Erg.JGr.Ost, per poi essere trasferito al Pz.JägerSt/JG51 dotato dei cacciabombardieri bimotori Henschel Hs 129B.
Nel marzo 1943 fu trasferito all'8.(Pz)/Sch.G.1 e nell'aprile fu nominato comandante di squadriglia. Durante le battaglie nella penisola di Taman' distrusse 13 carri armati. Il 3 maggio 1943 distrusse diverse imbarcazioni da sbarco al largo della baia di Temryuk, una delle quali trasportava munizioni, nonché una batteria di mitragliatrici antiaeree costiere. Tuttavia, anche il suo Hs 129B-2 (W.Nr.0392) fu colpito e un grande pezzo di rivestimento si staccò dall'ala sinistra e il motore sinistro rimase danneggiato. Riuscì a effettuare un atterraggio di emergenza "a pancia in giù" su una delle piccole isole disabitate. C'era acqua tutt'intorno e il pilota trascorse lì diversi giorni, finché una barca con un gruppo d'assalto di fanteria non arrivò a prenderlo.
Il 10 gennaio 1943 gli fu conferito il grado di hauptmann. Durante il corso dell'Operazione Zitadelle distrusse 20 carri armati. Nell'ottobre 1943 il suo reparto venne rinominato 11.(Pz)/SG9.
All'inizio di marzo 1944 venne nominato comandante del 10.(Pz)/SG9. Il 12 marzo 1944 i suoi piloti distrussero 19 carri armati nella zona della città di Proskurov e ne danneggiarono altri cinque. Nello stesso periodo, il suo punteggio personale raggiunse i 50 carri armati distrutte. Il giorno seguente, le azioni vittoriose dello squadrone furono menzionate nel rapporto informativo dell'Alto Comando della Wehrmacht.
Il 20 marzo 1944 fu insignito della Croce tedesca in oro e il 9 giugno 1944 ricevette la Croce di Cavaliere della Croce di Ferro, primo pilota di cacciacarri a ricevere questo riconoscimento. A quel tempo aveva già al suo attivo la distruzione di 72 carri armati e per ognuno di essi ricevette una bottiglia di champagne come ricompensa aggiuntiva.
La sera del 16 luglio 1944, durante un attacco dei carri armati sovietici che avevano sfondato a nord di Leopoli, il suo Hs 129B-2/R-2 (W.Nr.141966) fu abbattuto da un colpo diretto di un proiettile antiaereo. L'aereo si schiantò nei pressi della ferrovia Radekhiv-Stoyanov ed egli morì sul colpo. In totale aveva effettuato 300 missioni di combattimento, durante le quali fu abbattuto tre volte. Aveva al suo attivo 80 carri armati sovietici distrutti.